# گلازانیخا
گلازانیخا (به لاتین: Glazanikha) یک منطقهٔ مسکونی در روسیه است که در استان آرخانگلسک واقع شده‌است.